# Goicea
Goicea – wieś w Rumunii, w okręgu Dolj, w gminie Goicea. W 2011 roku liczyła 2760 mieszkańców.